# Schackstedt
Schackstedt è una frazione della città tedesca di Aschersleben situata nel land della Sassonia-Anhalt.
Fino al 1º gennaio del 2010 era comune autonomo.